# 槍械少女！！
《槍械少女！！》（日语：うぽって!!），是天王寺狐的日本漫畫作品。角川書店出版，最初於《Young Ace》創刊號上刊登，雜誌休刊後轉以《月刊少年Ace》繼續刊載，期後於《4格nano Ace》連載。書名是日文「（“枪炮”之意）」的倒稱。2012年7月改編為動畫播放。

## 故事簡介
將世界各種槍械擬人化，並以青錆學園為舞台。主角進入此學園任教，並展開一系列的故事。

## 登場角色

### 主要人物
芬子（FNC）（聲：野水伊織）
特徵為 銀藍色短髮，後期增加右高馬尾
初中部學生。出身比利時。
射擊成績優秀且擅長與人相處，因此朋友很多。因為採用較輕便的折疊式槍托，反映到擬人後身穿G弦褲。
對現國老師單相思，但只要他一得罪芬子（例如叫她作「G弦褲女」），她就會對他亂槍掃射一頓。
芬子這名子是因為法爾覺得適合，而圈傳的本人前期不是很喜歡
一六（M16A4）（聲：富樫美鈴）
特徵為 金色短髮與蜜柑髮飾
初中部學生。出身美國。
做着兼職模特兒相當有錢，在小學部很有人氣，被希格認為是因為售價便宜。
操關西腔，稱呼芬子為「風子」。
由於自身是「三發點放射擊模式」的關係，所以工作時總會偷一會兒的懶。讀書成績非常差。
柯爾特家族出身，而她是最年輕的A4。
希格（SG550）（聲：佐土原香織）
特徵為 黑色長髮平時頭髮紮包包頭，但多次受到偷襲為了閃避要害，所以常常被打中頭髮而常常換短髮髮型。
初中部學生。出身瑞士。
有著大小姐氣質的優等生，帶點天然呆，但憤怒起來樣子會很嚇人。
因為自身設計是為適應阿爾卑斯山的雪山環境與山對山的長距離，被設計需要應付0度以下可射擊，所以身體十分耐寒以及狙擊成績全班最頂尖。
剛來到學園時非常高冷讓人不敢靠近，最先與他搭話的是芬子，現在已有許多朋友，對芬子有超越友情以上的感情
艾兒（L85A1）（聲：味里）
特徵為 亞麻色短髮與身材豐滿
初中部學生。出身英國。
無口的童顏巨乳。由於自身是一把缺陷多多的槍，所以經常進出保健室，亦是不幸屬性。
雖然戰鬥時經常因為零件的毛病發作而陷入劣勢，但仍懂得臨機應變去扭轉局面。

#### 小學部
MP（MP5A2）（聲：堀川千華）
G3的妹妹，被芬子她們以小3稱呼。
和姐姐一樣優秀，同時是小學部的學生會長。
烏姬（UZI SMG）
以色列出身。MP入學之前是小學部的領袖。
TMP（Steyr TMP）
奧地利出身，歐格的妹妹。
蘭姆（Ingram M10）（Ingram M10，聲：藤村步）
特徵為先許雀斑與金髮雙馬尾。
射速急快，說話也像機關槍一樣，說話太快會會立刻打光子彈。
上重下輕的巨乳羅莉。
美國出身。
五三（HK53）（聲：積田加代子）
身高身材在小學部極為顯眼。
設計上HK53是HK33的突擊卡賓槍版本，口徑相同，比HK33KEA3進一步縮短，縮起槍托後全長只有590毫米。
似乎被自家生產公司表示“比較矮小所以就讀小學部吧!”但實際還是比衝鋒槍長得多。
G3的妹妹。
芮塔（Beretta M12S）
意大利出身。
薩芺（FAMAE S.A.F.）
智利出身。
SD（H&K MP5 SD）
G3的妹妹。由於是靜音槍械，所以存在感很低。
H&K MP5K
因為沒有槍托所以是真空，平時穿著連褲，連姊姊們都不知道。
G3的妹妹。
娜娜（H&K MP7）
G3的表妹。
九十（FN P90）
芬子的表妹。
珂普拉（傑迪瑪蒂克衝鋒槍（コブラ (ヤティ・マティック)）
芬蘭出身。
MAT（MAT1949SMG）
法國出身，對於自己的同類在戰場上的地位被突擊步槍取代而感到憤恨，因此對初中部抱有強烈的恨意。
史特林（史特林衝鋒槍）
英國出身，她和MAT不同，並不將自己被艾兒（L85A1）取締的事而放在心上。
（MAS 1948）

#### 初中部
一八（AR-18）（聲：合田彩）
一六的堂妹。美國出身。
施泰爾「歐格」（AUG A1）（聲：古谷靜佳）
初中部學生會會長。奧地利出身。憤怒及認真起來的時候會變身成為H-Bar形態（輕機槍版AUG），頭髮亦會變長。
緹（T91）（聲：井口裕香）
台灣出身。初中部學生會會計。
髮型特殊綁著4條馬尾 使用伸縮槍托
紗子（SAKO Rk95）（聲：山中圓）
芬蘭出身，有著虐待狂的病態心理。
雖然也是也是AK槍族，但她長著妖精耳朵而非獸耳。
在漫畫第七卷中再次登場，她為了要揭破潛入青錆學園的紅鋼高中的間諜，而亂入比賽亦故意令芬子出局，而且還知道現國的身世。後來還正式轉校到青錆學園。
後期喜歡上芬子，每次見面總是喜歡性騷擾芬子。
法爾槍機奪回戰時受到未知間諜偷襲重創生死不明。
嘉莉兒（GALIL AR）（聲：本多真梨子）
以色列出身。因為是AK槍族，所以有著狗的耳朵與尾巴，嗅覺敏銳，能藉由聞味道判斷敵人所在。
與緹（T91）感情不錯 常常一起行動。
中三（Hk33E）（聲：赤﨑千夏）
G3的妹妹。除了身高跟淚痣外，外貌跟G3幾乎沒什麼差別，所以總被人搞錯她是姊姊G3。
覺得希格不將G3放在眼內，因此對希格抱著敵意。「中三」這個名字是希格取的，但她很不喜歡這個稱呼。
曾經被姐姐G3強制對調身分與制服，但是矮了一截，結果被法爾推倒，強制拔掉彈夾後識破。
因為交換身分時考差了姊姊的考試，而被修理過法爾則說已初中生來說考高中生的考試“已經考得很好了”。
法爾槍機奪回戰得知也會，撐開雙腿的坐射姿勢，來加快連發狙擊的命中率。
（H&K G41）
G3的妹妹。
三六（H&K G36）
G3的妹妹。因為G3的家太擠迫，所以自己搬去學校宿舍居住。
（M4A1）
初中部學生會副會長。
經常不在學校上課，但學生會有事的時候就會回來，就如教訓在未到下課時間就偷步去福利社買的一六等人。
伯奈利（伯奈利M3）
初中部學生會書記。
法拉（FARA 83）（聲：巽悠衣子）
阿根廷出身。
莫德洛（Model L）（聲：伊瀨茉莉也）
西班牙出身。
莎兒（SAR 21）（聲：佐藤聰美）
新加坡出身。
八八（SR 88A）（聲：南條愛乃）
新加坡出身。
凱兒（FN CAL）
比利時出身。芬子的姊姊。
細長身材是個美人。
造價昂貴，又有缺陷，所以經常早退。
TAR-21（TAR-21）
以色列出身。與芬子一樣也喜歡現國老師。
Ak 5（Ak 5）
瑞典出身。在初中小學兩部聯合模擬戰後，經索米老師的安排下投靠紅鋼。其實她是紗子安插在紅鋼之中當雙面間諜。

#### 高中部
法兒（FAL L1A1）（聲：美名）
特徵為棕色長髮。
芬子的表姊，英國出身，也是幫芬子取名的人。高中部的學生會長。
被SVD擊中槍身摧毀，返回原廠修理後，發現槍機被AK47撿走，而失去記憶，導致整個青錆學園向紅鋼高中宣戰。
一四（M14）（聲：藏合紗惠子）
特徵為金色波浪長髮，是個美人但性格可惜而被稱作G美人。
美國出身，一六的姐姐。 喜歡說冷笑話。讀書成績與一六一樣十分差，經常要參與補課和補考。
過去因為主力步槍的地位被M16取代而一度自卑而當化上濃妝艷秣的太妹，並視FAL L1A1為競敵，而且成績亦名列前茅。
後來有次差點遲到沒燙頭髮濃妝被法爾稱讚漂亮後就沒再化妝了，但G3不相信真有這回事。
從G3那裡習得撐開雙腿的坐射姿勢。
G3（G3A3）（聲：小菅真美）
特徵為黑長髮、以及黑色系的校服，連褲襪。
德國出身，擁有高強的狙擊技術。
極快的連發狙擊技術就是來自撐開雙腿的坐射姿勢，但這姿勢「很羞恥」所以不敢教給別人。
曾和中三交換換身分，但因為中三的制服太短而感到些許羞恥，芬子們一眼就認出來還執意否定。
與非常多的妹妹們同住。
（AR-10）
美國出身。
芙蘭（LF-59）
意大利出身。
巴雷特（M82A1）
青錆學園的反器材步槍，古銅色皮膚的黑辣妹。為抗衡紅鋼的OSV-96而來支援芬子他們。
麗可（REC7）
使用6.8x43毫米子彈的突擊步槍，為巴雷特的姊妹，同樣是黑辣妹。作為M82A1的觀察員發現OSV-96的位置。

#### 學園相關
現國（聲：近藤孝行）
青錆學園的新任教師，或許是學園教師中唯一的普通人類，但是根據第7卷的提示，可能有其他隱藏身份。
本名不詳，因為教授的科目是現代國語而有此稱呼。
會以槍的正式名字稱呼學生，並擅長射擊。言談上缺乏體貼，感情上的觸覺又遲鈍，因此常被芬子射擊。不過在行動上他非常關心學生的安危。
其真正身份是著名美國槍械設計師約翰·白朗寧的後裔。
湯普森老師（Thompson M1928）（聲：大原沙耶香）
小學部的教師，美國出身。
有著金髮碧眼，本身日文並不流暢，與富士子老師是室友。
由於她過去是黑幫所用的槍械，因此被小學部的學生們傳出「她過去是壞人」的傳言，而且戰鬥的時候變得瘋狂並毫不留情，就是在和中等部的AUG對戰時顯露出來，這次的戰鬥卻嚇怕了小學部的學生們，還被斯普林菲爾德校長作出扣薪處分。
富士子老師（FG42）（聲：浅川悠）
高中部的教師，德國出身。
患有虹膜異色症，並為了讓右眼習慣黑暗而戴上眼罩。在學校內總是穿著軍服，外出換上便服時曾讓現國以為是別人。
性格很實際主義，希望花壇中只會種植一些能吃的植物，她一度以為花壇上種植的蒲公英是能食用的菊花，還讀錯西蘭花的名字，顯示她對園藝一竅不通。
艾爾瑪老師（MP40）
小學部宿舍的保母兼舍監。
米蕾老師（Mle.1949）（聲：遠藤綾）
圖書館的管理員。
有著黑長髮的女性。性格沉穩，面對緊急狀況皆能夠冷靜對應。
SK老師（SIG Sk46）（聲：大浦冬華）
保健室的教師。
舉止男性化的女性，與希格有遠親關係。
斯普林菲爾德校長（聲：三宅健太）
青錆學園的校長。
膚色偏黑且有著會令人感到畏懼的長相，實際上性格善良。為了初中部學生的成長而聘用現國擔任教師。
加蘭德教官（聲：大川透）
青錆學園的男性教師。
典型的美國海軍陸戰隊新兵教官，對學生非常嚴厲。
索米老師
青錆學園的男性教師。為了消除小學部的學生們對初中部的矛盾，因此和其他老師們商量，安排一場小學和初中混合編隊的模擬對戰賽。
後來發現他是紅鋼高校的間諜，故意安排這場對戰賽去洩露青錆槍械們的情報給紅鋼，還引誘Ak5去投靠紅鋼，還將G3一家的居所地址給紅鋼去該處發動襲擊令MP5身受重傷。最後被憤怒的湯普森打回至「原廠狀態」。

### 紅鋼工業高校
學生以AK系列為主。
七四（AK74）（聲：高垣彩陽）
擁有狐狸耳朵與尾巴的北方美少女。
賽佳（Saiga 12k）（聲：神田朱未）
全自動霰彈槍，擁有貓的耳朵與尾巴。
RPK（聲：渡邊明乃）
M70b1
MPi-AKS-74N
86式自動步槍（聲：高森奈津美）
擁有貓的耳朵與尾巴。
HK32
G3的妹妹。為HK公司使用AK彈藥的G3實驗型突擊步槍。
63式自動步槍
阿巴坎（AN-94）
德拉古諾夫（SVD）
狙擊步槍。她去青錆學園向高中部的學生們解釋小學部針對初中部的襲擊事件的來由，並向青錆學園道歉和將幕後黑手的碧森帶走。
碧森（PP-19）
衝鋒槍。她潛入去青錆學園裡挑釁小學部的學生和初中部的學生的內戰，然後被德拉古諾夫制止並帶走。
（VSS）
狙擊槍。
AKM
阿坎（AK47）
三條線班級的領導者。導致FAL失憶來挑釁青錆學園向紅鋼高校宣戰的幕後主謀。
PKM
通用機槍。
PSL
OSV-96
反器材步槍。在FAL槍機爭奪戰中，AK-47本來留著她作爲最後的底牌，但紅鋼陷入了不可逆轉的劣勢，導致AK-47決定動用她來全殲青錆。
少佐
紅鋼工業高中的教師，俄羅斯軍隊的軍官。

### 江之島
貝蒂（SC70/90）
意大利出身的突擊步槍。外表和芬子很相似，並嫉妒著芬子，還假扮成她去企圖離間現國和芬子的感情，但因為法兒及早提醒過他要加以提防，導致計劃失敗。
（BM59）
意大利出身的戰鬥步槍。由於結構參考自加蘭德步槍，所以想與同樣是繼承加蘭德設計的一四（M14）一較高下，決定誰是加蘭德的「正統後裔」。
在青錆學園為重奪FAL槍機作戰時加入了青錆陣營。但她突然背叛青錆，並偷襲紗子至重傷昏迷，後來她被希格與高中部揭破，跟希格發生纏鬥。她背叛青錆的原因是因爲AK-47告訴她紅鋼會出動OSV-96來全殲青錆，她不想青錆被紅鋼全滅，所以就背刺青錆來令她們提早撤退，但是最後她與希格雙殺而倒下。
（SPAS12）
意大利出身的霰彈槍。
伯奈利（伯奈利M4）
意大利出身的霰彈槍。
AR70
意大利出身的突擊步槍。貝蒂的孿生姊妹。

### 其他
卡莉（聲：乃村健次）
槍械商店的店主。
有著爆炸頭與人妖口吻的男性。
六四
穿着和服，與湯普森老師是好友。
八九
稱呼六四為姐姐。
法兒
芬子的乾姊姊。
法瑪絲
法國出身的突擊步槍，和艾兒和歐格一樣是犢牛式設計。
莉莎·白朗寧
漫畫番外篇登場。現國的妹妹，身高比哥哥還要高，自稱從出生開始就離不開槍枝，同時帶著二妹朱莉亞遠從家鄉轉學到青錆學園來探望哥哥。

## 備註
鎗
槍械的擬人化，他們擁有自己的意志，亦能將自己本來面貌的槍枝拿出來。損壞時會感到身體不適。「脫衣」的意思就是「野戰分解」。
槍械們的射擊本身會對物件造成傷害，但對生物只是會給予痛楚和擊暈的效果。只有擁有「使用者」的槍械，他們的射擊才能夠殺傷人類（因為芬子說只有人類才能傷害人類）。
西方陣營的槍械的形象全是普通人類，而卡拉什尼科夫（AK）槍族槍械們的形象全是擁有動物耳朵和尾巴的半獸人。
雖然這些槍械有男和女的分別，但在漫畫裡面大多數都是女性為主。
槍機是槍的貯藏記憶的主要部位，一旦槍枝本體被破壞並將槍機拿掉的話，槍械修復完成後就會失去原本的記憶，回到出廠後的狀態。
青錆學園
學生主要都是使用北約制式子彈的西方陣營製的槍械就讀的校園。
學級以子彈口徑來區分。小學部是使用手槍子彈的衝鋒槍，初中部是使用5.56x45mm子彈的突擊步槍，高中部的使用7.62x51mm子彈的戰鬥步槍。沒有教師的批准，學生們是不能在校外進行射擊，否則會受到嚴厲處罰。
紅鋼工業高校
學生大部份都是卡拉什尼科夫（AK）結構和使用俄製子彈的東方陣營製的槍械。青錆學園的宿敵學校。
學校裡的教師全是俄羅斯軍隊派來的顧問。學生的學級在校服的衣領上的紅線來表示，一條線（相當於青錆學園的小學部）是使用手槍子彈的衝鋒槍和新型槍，兩條線（相當於青錆學園的初中部）都是以小口徑的突擊步槍及現今主流的槍械，三條線（相當於青錆學園的高中部）是大口徑的突擊步槍、狙擊步槍及比較早期的槍械為主。
雖然是工業學校，但因為贊助商倒閉而陷入財政困難，因此轉型為農業學校，校內進行種植馬鈴薯等農作物。
因為冷戰已結束的關係，導致到紅鋼的老一輩的槍械們對自己的存在意義感到迷惘，所以總去挑釁青錆學園，發動兩校戰爭來證明自己的價值。

## 出版漫畫
| 集數 | 角川書店       | 角川書店                         | 台灣角川       | 台灣角川               |
| 集數 | 發售日期       | ISBN                             | 發售日期       | ISBN                   |
| ---- | -------------- | -------------------------------- | -------------- | ---------------------- |
| 1    | 2010年7月3日   | ISBN 978-4-04-854508-2           | 2011年8月26日  | ISBN 978-986-287-305-2 |
| 2    | 2011年4月26日  | ISBN 978-4-04-066850-5           | 2011年11月3日  | ISBN 978-986-287-470-7 |
| 3    | 2012年3月26日  | ISBN 978-4-04-120187-9           | 2012年10月6日  | ISBN 978-986-287-983-2 |
| 4    | 2012年10月26日 | ISBN 978-4-04-120461-0           | 2013年4月20日  | ISBN 978-986-325-332-7 |
| 4    | 2012年10月26日 | ISBN 978-4-04-120228-9（限定版） | 2013年4月20日  | ISBN 978-986-325-332-7 |
| 5    | 2013年7月4日   | ISBN 978-4-04-120805-2           | 2014年3月15日  | ISBN 978-986-325-863-6 |
| 6    | 2014年2月26日  | ISBN 978-4-04-121041-3           | 2014年9月24日  | ISBN 978-986-366-142-9 |
| 7    | 2015年1月26日  | ISBN 978-4-04-102558-1           | 2015年10月7日  | ISBN 978-986-366-767-4 |
| 8    | 2016年2月26日  | ISBN 978-4-04-811139-3           | 2016年12月21日 | ISBN 978-986-473-453-5 |
| 9    | 2017年4月4日   | ISBN 978-4-04-105447-5           | 2018年9月6日   | ISBN 978-957-564-446-8 |
| 10   | 2018年3月26日  | ISBN 978-4-04-106498-6           |                |                        |
| 11   | 2018年10月26日 | ISBN 978-4-04-107471-8           |                |                        |
| 12   | 2019年6月26日  | ISBN 978-4-04-108583-7           |                |                        |
| 13   | 2020年2月26日  | ISBN 978-4-04-109227-9           |                |                        |
| 14   | 2023年5月26日  | ISBN 978-4-04-111100-0           |                |                        |
| 15   | 2024年8月26日  | ISBN 978-4-04-115299-7           |                |                        |

## 動畫

### 主題曲
片頭曲《I.N.G.》
作詞：辻純更，作曲：酒匂謙一，編曲：梅堀淳，主唱：sweet ARMS（野水伊織、富樫美鈴、佐土原香織、味里）
片尾曲
作詞：三浦誠司，作曲・編曲：森空青，主唱：佐土原香織
插入曲（OAD）
作詞：辻純更，作曲：合渡恵子，編曲：マルヤマテツオ，主唱：佐土原香織

### 各話列表
| 話數 | 日文標題 | 中文標題      | 劇本     | 分鏡     | 演出     | 作畫監督                                  |
| ---- | -------- | ------------- | -------- | -------- | -------- | ----------------------------------------- |
| #001 | !!       | 握緊 拿穩！！ | 荒川稔久 | 加戶譽夫 | 高橋秀弥 | 高見明男、西谷泰史                        |
| #002 | !!       | 加油 通過！！ | 荒川稔久 | 加戶譽夫 | 黑田幸生 | 竹谷今日子、植田實                        |
| #003 | !!       | 洗洗 擦擦！！ | 荒川稔久 | 高見明男 | 孫承希   | 藤原奈津子、竹森由香                      |
| #004 | !!       | 唱歌 比賽！！ | 小鹿りえ | 飯村正之 | 飯村正之 | 小宮山由美子、藤田正幸 猿渡聖加           |
| #005 | !!       | 埋伏 抵抗！！ | 高山克彥 | 高橋秀弥 | 高橋秀弥 | 西谷泰史                                  |
| #006 | !!       | 爭奪 焦急！！ | 高山克彥 | 黑田幸生 | 黑田幸生 | 古川信之                                  |
| #007 | !!       | 害怕 探望！！ | 小鹿りえ | 孫承希   | 孫承希   | 竹谷今日子、小野和美 竹森由香             |
| #008 | !!       | 巡視 數落！！ | 小鹿りえ | 高橋秀弥 | 高橋秀弥 | 猿渡聖加、藤田正幸 小宮山由美子           |
| #009 | !!       | 燃燒 憤怒！！ | 荒川稔久 | 飯村正之 | 飯村正之 | 植田實、高見明男                          |
| #010 | !!       | 然後 射擊！！ | 荒川稔久 | 加戶譽夫 | 加戶譽夫 | 古川信之、織田誠 長屋侑利子、西谷泰史     |
| OVA  | !!       | 相聚 歡笑！！ | 小鹿りえ | 高見明男 | 孫承希   | 高見明男、藤原奈津子 竹谷今日子、竹森由加 |

### 播放電視台
日本深夜動畫：下文記載的日本国内播放時間使用日本標準時間（UTC+9）表示。因為部分時間标识會採用30小时制，因此請留意这类超过24:00的时间，其實際播放時間為翌日清晨。
| 播放地區 | 播放電視台     | 播放日期               | 播放時間（UTC+9）   | 所屬聯播網        | 備註         |
| 先行發佈 | 先行發佈       | 先行發佈               | 先行發佈            | 先行發佈          | 先行發佈     |
| -------- | -------------- | ---------------------- | ------------------- | ----------------- | ------------ |
| 日本全國 | niconico生放送 | 2012年4月7日－6月9日   | 星期六 23:30－24:00 | 网络电视          | 時間軸未対応 |
| 本放送   |                |                        |                     |                   |              |
| 東京都   | TOKYO MX       | 2012年7月4日－9月5日   | 星期三 25:00－25:30 | 独立局            |              |
| 兵庫縣   | SUN電視台      | 2012年7月4日－9月5日   | 星期三 26:05－26:35 | 独立局            |              |
| 岐阜縣   | 岐阜放送       | 2012年7月5日－9月6日   | 星期四 25:45－26:15 | 独立局            |              |
| 三重縣   | 三重電視台     | 2012年7月5日－9月6日   | 星期四 26:20－26:50 | 独立局            |              |
| 福岡縣   | TVQ九州放送    | 2012年7月5日－9月6日   | 星期四 26:53－27:23 | 東京電視網        |              |
| 千葉縣   | 千葉電視台     | 2012年7月6日－9月7日   | 星期五 25:30－26:00 | 独立局            |              |
| 日本全域 | BS日本         | 2012年7月6日－9月7日   | 星期五 26:30－27:00 | 日本電視網 BS放送 |              |
| 埼玉縣   | 埼玉電視台     | 2012年7月8日－9月9日   | 星期日 24:30－25:00 | 独立局            |              |
| 神奈川縣 | 神奈川電視台   | 2012年7月8日－9月9日   | 星期日 24:30－25:00 | 独立局            |              |
| 日本全域 | AT-X           | 2013年4月19日－6月21日 | 星期五 21:30－22:00 | 動畫専門CS放送    | 有重播       |
| 栃木縣   | 栃木電視台     | 2013年5月24日－7月26日 | 星期五 23:30－24:00 | 独立局            |              |

## 相關產品

### 小說版
槍械少女！！步槍・生活（うぽって!!らいふる・らいふ）
富士見Fantasia文庫（富士見書房）出版。作者夏希のたね。

### 公式資料集
槍械少女！！ 公式視覺指南 青錆學園槍械美少女圖鑑（うぽって!! 公式ビジュアルブック 青錆学園リア銃美少女図鑑）
角川書店出版。A4判。
- 2012年8月25日發售 ISBN 978-4-04-110285-5

## 外部連結
- 槍械少女！！ | 天王寺狐 （页面存档备份，存于）（日語）
- 動畫《槍械少女！！》官方網站（日語）
- 動畫《槍械少女！！》官方的X（前Twitter）（日語）